# Kalzeubet Pahimi Deubet
Kalzeubé Pahimi Deubet (Chad, 1 de enero de 1957) es un político, empresario y economista chadiano. Fue el primer ministro de la República de Chad entre 2013 y 2016.

## Carrera
Licenciado en Economía. Tras haber finalizado sus estudios universitarios pasó a dedicarse al mundo empresarial, era jefe de la presidencia del consejo de administración de la paraestatalidad productora de algodón.

### Política
Posteriormente entró en política, donde tras ocupar pequeños cargos políticos, ascendió tras ser director de la Dirección del Gabinete Civil de la presidencia de la República de Chad, luego pasó a ser el gobernador de Gera y después comenzó oficialmente a pertenecer al gobierno de Chad del cual fue portavoz y luego ocupó el cargo de ministro de Administración Pública y posteriormente fue ministro de Comunicación.

#### Primer ministro
Tras la dimisión del primer ministro Djimrangar Dadnadji, el presidente Idriss Déby nombró el día 21 de noviembre de 2013 a Kalzeubé como primer ministro de Chad.